# Рудные горы
Ру́дные го́ры (нем. Erzgebirge, на территории Чехии Крушне-Гори чеш. Krušné hory) — горы, образующие границу между Саксонией и Богемией. Чуть севернее хребтовой линии проходит государственная граница между Германией и Чехией. Имеет официальный номер D16.

## История
Протяжённость Рудных гор — 130 км. Самые высокие вершины — Фихтельберг (1214 м) и Клиновец (1244 м). Хребет Рудных гор почти на всём своём протяжении покрыт лесами. Первыми обитателями Рудных гор были крестьяне, начавшие ещё в начале Средних веков корчевать здешние непроходимые леса. Добыча руды в Рудных горах началась в древности, о чём свидетельствуют следы разработок и шлаковые отвалы в районах оловомедных и железорудных месторождений в Фогтланде, Тюрингии и Саксонии.
Первые упоминания о добыче олова и серебра в районе горы Фрайберг относятся к 1168 г. Разработка оловорудного месторождения Альтенберг велась с 1440 г. С XV века разрабатывались также жильные оловорудные месторождения (Гайер, Зайффен, Шнед, Циновец-Север и др.) и многочисленные свинцово-серебряные жилы Фрайбергского рудного района.
Максимальная добыча относится к 1450—1550 годам, когда разрабатывались месторождения олова в Альтенберге и серебра в Аннаберге-Буххольце, Мариенберге, Шайбенберге, Обервизентале, Яхимове. После Тридцатилетней войны (1618—1648) произошёл спад добычи.
В XVI—XIX веках Рудные горы были главным поставщиком кобальта для европейских фабрик по производству фарфора и керамики. Главным покупателем кобальта были голландцы, которые не только использовали его для окраски предметов декоративно-прикладного искусства, но и продавали. 

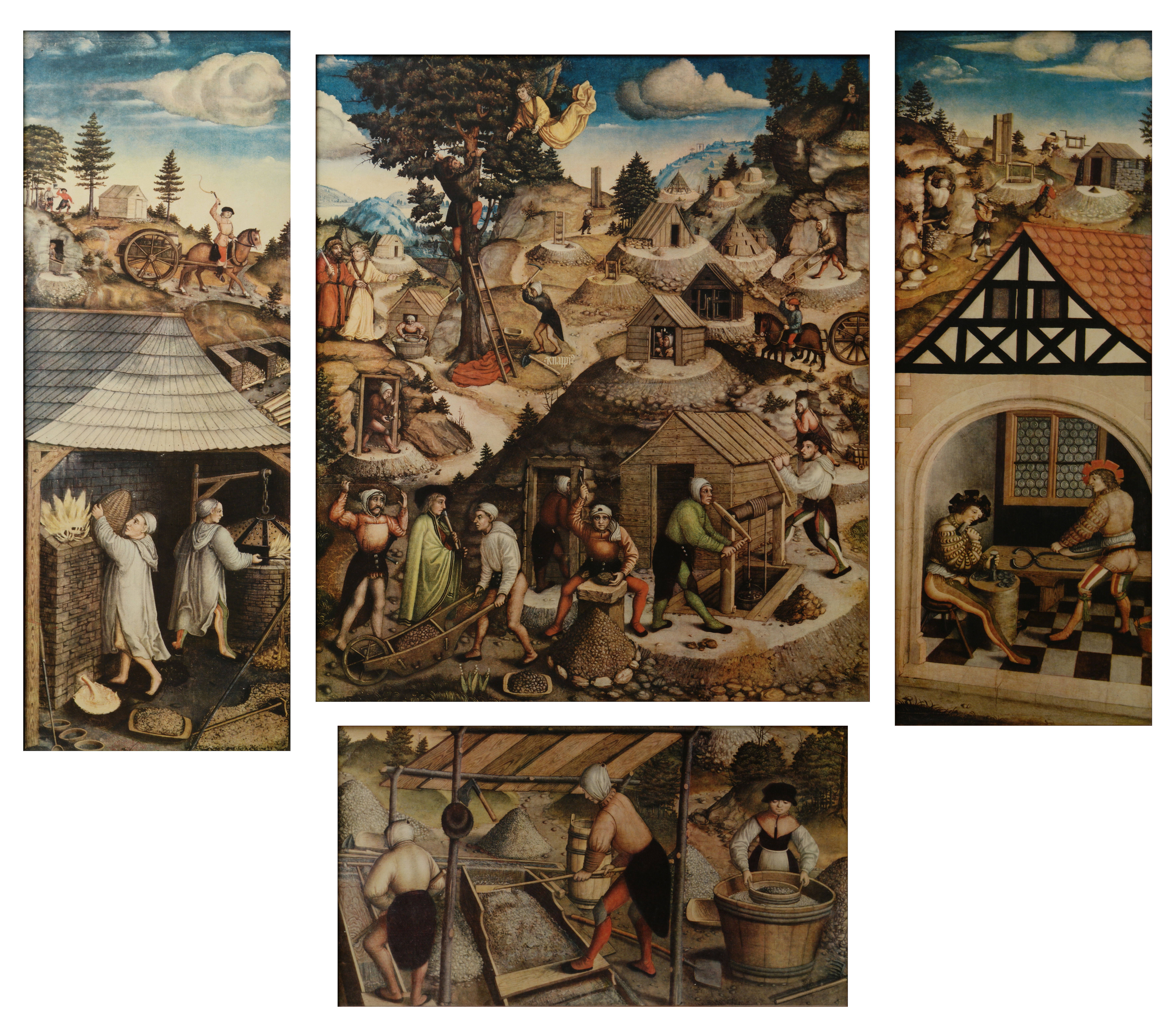
Изображение горных работ на алтаре в церкви Св. Анны в Аннаберге-Буххольце (1522)

Постепенное увеличение добычи отмечается в XVIII веке в районе горы Фрайберг, где в 1765 была основана Фрайбергская горная академия. Железные руды добывались в основном в западных областях Рудных гор, а оловянные и касситерит-вольфрамитовые руды — в восточных. Кроме того, в разное время в Рудных горах добывались руды висмута, кобальта, никеля, серебра в районе Шнееберга, Гроба, Циновца, Крупки, Олови, Пршисечнице и других.
После 1945 года велась добыча урановых руд (предприятие «Висмут»), большинство залежей которых существенно отработаны. Разработка серебряно-свинцовых месторождений Фрайбергского рудного района была практически прекращена в конце 1960-х годов.
Рудные горы также известны своими народными промыслами, особенно резьбой по дереву и изготовлением игрушек (щелкунчиков) и традиционных рождественских украшений: рождественских пирамид, арок, вертепов, фигурок ангелов и др.

## Панорама

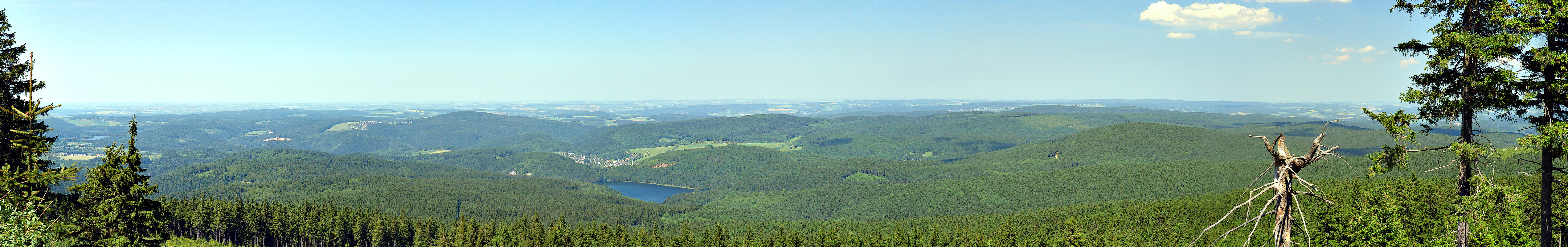
Вид с горы Ауэрсберг (1019 м)